# Ёлкино (Нижегородская область)
Ёлкино — деревня в Воскресенском районе Нижегородской области. Входит в состав Глуховского сельсовета.

## Население
| 1999 | 2002 | 2010 |
| ---- | ---- | ---- |
| 238  | ↘218 | ↘190 |

## История
Деревня Ёлкино расположена на левом высоком берегу реки Уста, в заветлужье. Старинное название — деревня Тюлино. Обозначена на картах генерального межевания конца XVIII века после передела границ в 1775 — 1778 гг. Согласно Топографическим межевым атласам А. И. Менде 1850-х гг., деревня обозначена как довольно большой населённый пункт для того времени (47 дворов). Деревня Тюлино (Ёлкино) относилась к Глуховской волости, Макарьевского уезда Нижегородской губернии. Когда произошло полное переименование деревни Тюлино в Ёлкино – неизвестно.
Деревня развивалась как центр лесосплава. В зимнее время лес заготовлялся и на берегу реки Усты вязались плоты из круглого леса. Весной в большую воду, во время разлива рек, плоты сплавлялись по реке Уста, далее в Ветлугу до Волги, а там по Волге ходили на плотах до Астрахани.
В настоящее время деревня относится к Глуховской администрации Воскресенского района Нижегородской области.